# Uttsa Siedga
Uttsa Siedga är en sjö i Arjeplogs kommun i Lappland och ingår i Skellefteälvens huvudavrinningsområde.